# Diacanthoidea unispinosa
Diacanthoidea unispinosa är en insektsart som beskrevs av Ludwig Redtenbacher 1908. Diacanthoidea unispinosa ingår i släktet Diacanthoidea och familjen Diapheromeridae. Inga underarter finns listade i Catalogue of Life.